# Kompensierende Variation
Die Kompensierende Variation (CV) stellt eine Anwendung der Ausgabenfunktion und Hotellings Lemma (bestimmte Eigenschaften einer Gewinnfunktion) im Zuge von Preisänderungen dar.
Sie beschreibt den Geldbetrag, der einem Haushalt genommen werden müsste, damit dieser bei neuen Preisen {\displaystyle p^{1}} auf sein vor der Preisänderung erreichtes Nutzenniveau {\displaystyle u^{0}} gelangt.
{\displaystyle CV=e(p^{1},u^{1})-e(p^{1},u^{0})}
mit:
e(•) ... Ausgabenfunktion
{\displaystyle p^{i}} ... Preisvektor in Periode i
{\displaystyle u^{i}} ... Nutzenniveau in Periode i
Die kompensierende Variation resultiert aus den Überlegungen zur Slutsky-Zerlegung, beschreibt jedoch im Gegensatz zur Äquivalenten Variation ein anderes methodisches Konzept.